# 列星頓 (明尼蘇達州)
列星頓（英語：Lexington）是一個位於美國明尼蘇達州安諾卡縣的城市。

## 人口
根據2020年美國人口普查的數據，列星頓的面積為1.79平方千米，當中陸地面積為1.79平方千米，而水域面積為0.00平方千米。當地共有人口2248人，而人口密度為每平方千米1,256人。